# Zignoëlla rhodobapha
Zignoëlla rhodobapha är en svampart som först beskrevs av Berk. & Broome, och fick sitt nu gällande namn av Pier Andrea Saccardo 1878. Zignoëlla rhodobapha ingår i släktet Zignoëlla och familjen Chaetosphaeriaceae.   Inga underarter finns listade i Catalogue of Life.